# Кызыл-Озёк
Кызыл-Озёк — село в Майминском районе Республики Алтай России, центр Кызыл-Озёкского сельского поселения.

## Географическое положение
Кызыл-Озёк — самое крупное село Республики Алтай, не являющееся райцентром. Расположено в 1 километре к юго-востоку от Горно-Алтайска, по обеим берегам реки Маймы, притока реки Катуни.
Через него проходит Телецкий тракт, связывающий Чуйский тракт с сёлами Турочак, Чоя и с Телецким озером. В окрестностях располагаются ипподром и коневодческое хозяйство. В селе находится следственный изолятор, школа, отделение Сбербанка России, магазины, природный источник чистой питьевой воды, богатой минералами.

### Климат
В селе Кызыл-Озёк климат холодно-умеренный. В течение года выпадает значительное количество осадков, даже во время самых засушливых месяцев. По классификации климатов Кёппена — влажный континентальный климат (индекс Dfb) с равномерным увлажнением и тёплым летом.
| Показатель | Янв.  | Фев.  | Март  | Апр.  | Май   | Июнь | Июль | Авг. | Сен. | Окт.  | Нояб. | Дек.  | Год   |
| --- | ----- | ----- | ----- | ----- | ----- | ---- | ---- | ---- | ---- | ----- | ----- | ----- | ----- |
| Абсолютный максимум, °C | 13,5  | 15,2  | 25,3  | 33,4  | 36,1  | 37,5 | 39,6 | 39,6 | 35,4 | 29,8  | 24,0  | 16,5  | 39,6  |
| Средний суточный максимум, °C | −9,3  | −7,7  | −0,1  | 10,4  | 19,5  | 25,0 | 26,6 | 24,1 | 18,5 | 8,6   | −1,6  | −8,1  | 9,1   |
| Средняя температура, °C | −14,3 | −13,5 | −5,9  | 4,4   | 12,6  | 18,3 | 20,1 | 17,6 | 12,1 | 3,7   | −5,9  | −12,7 | 3,0   |
| Средний суточный минимум, °C | −19,2 | −19,2 | −11,7 | −1,6  | 5,8   | 11,6 | 13,7 | 11,2 | 5,7  | −1,2  | −10,2 | −17,2 | −2,1  |
| Абсолютный минимум, °C | −46,4 | −43,9 | −36,3 | −31,5 | −15,1 | −2   | 2,6  | −1   | −8,3 | −24,7 | −42,8 | −48,6 | −48,6 |
| Норма осадков, мм | 16    | 15    | 15    | 29    | 58    | 63   | 74   | 68   | 47   | 40    | 25    | 22    | 472   |
| Источник: Абсолютные минимумы и максимумы. www.pogodaiklimat.ru. Дата обращения: 10 августа 2020., Средние температуры и осадки. ru.climate-data.org. Дата обращения: 10 августа 2020. |       |       |       |       |       |      |      |      |      |       |       |       |       |

## История
В 1863 году была зарегистрирована монашеская община насельниц, в 1881 году она была преобразована в Николаевский Улалинский миссионерский женский монастырь. В числе основательниц монастыря были две дочери священника и писателя М. В. Чевалкова. Монастырь являлся центром духовной жизни в регионе. В нём проживало до 200 монахинь и воспитывалось несколько десятков детей. В нём находилась икона Святого Николая, к которой ежегодно на церковные праздники собиралось до 5000 человек паломников. В начале XX века в монастыре было два больших храма. Один из них был кирпичным, трёхпрестольным. Из построек до наших дней сохранились несколько корпусов, в которых располагается следственный изолятор. Возле монастыря в 1922 году возникло село Кызыл-Озёк.

## Население
| 2002  | 2008  | 2009  | 2010  | 2011  | 2012  | 2013  |
| ----- | ----- | ----- | ----- | ----- | ----- | ----- |
| 3199  | ↗3609 | ↗3646 | ↗4052 | ↗4060 | ↗4147 | ↗4242 |
| 2014  | 2015  | 2016  | 2021  |       |       |       |
| ↗4443 | ↗4624 | ↗4766 | ↘4513 |       |       |       |